# 南城司乡
南城司乡，是中华人民共和国河北省保定市易县下辖的一个乡镇级行政单位，地处太行山深处，位于易县西北部，与涞水县交界。

## 行政区划
南城司乡下辖以下地区：
南城司村、北城司村、曹各庄村、北辛庄村、宋各庄村、岭子南村、长岭村、南台村、尚庄村、白麻村、营安村、黄土台村、蔡家庄村、木厂村、龙王庙村、桑园村、文海村、桐角村、三义村、奇峰塔村和建国村。